# Fjärde Genèvekonventionen
Fjärde Genèvekonventionen är en internationell överenskommelse inom den humanitära rätten som reglerar behandling av civilbefolkningen i krig. Den skrevs 1949 efter erfarenheter från det andra världskriget där civila drabbades hårt. Med konventionen gavs civila ett liknande skydd som sårade, sjuka och skeppsbrutna fått genom de första till tredje Genèvekonventionerna.
Konventionen förbjuder anfall mot sjukhus och skapar särskilt skydd för grupper såsom sjuka, havande kvinnor, sjukhuspersonal och barn.
Personer som befinner sig i händerna på en part i konflikten eller ockupationsmakt som de inte är medborgare av ska skyddas. De ska skyddas mot våld och får inte användas som mänskliga sköldar. Konventionen förbjuder mord, tortyr, medicinska experiment,  tagande av gisslan och kollektiv bestraffning. Tvångsförflyttningar från ockuperat område till annat land är förbjudet, liksom att ockupanten flyttar sin egen befolkning till det ockuperade området. Röda korset och andra hjälporganisationer ska tillåtas verka.
Ockupanten får inte tvinga dessa personer att ingå i dess väpnade styrkor, och det är inte ens tillåtet med påtryckningar eller propaganda för frivillig värvning. Ockupanten får ålägga civila att arbeta med viss samhällsviktig verksamhet, men inte i arbeten som betyder att de deltar i militära operationer. 
Till konventionen hör ett tilläggsprotokoll från 1977.